# 東京ディズニーシー・ステーション駅
東京ディズニーシー・ステーション駅（とうきょうディズニーシー・ステーションえき）は、千葉県浦安市舞浜にある、ディズニーリゾートラインの駅である。東京ディズニーシーの最寄り駅。旅客案内上は、東京ディズニーシー・ステーションと呼称される。

## 歴史
- 2001年（平成13年）7月27日：開業[1]。
- 2009年（平成21年）3月14日：ICカード「PASMO」の利用が可能となる[3]。

## 駅構造
ホームは対面式2面1線の高架駅で、ホームゲートが設置されている。乗車ホーム・降車ホームで構成される。進行方向左側が降車ホーム、右側が乗車ホームとなっている。東京ディズニーシーの最寄り駅であり、メインエントランスのディズニーシー・プラザと隣接している。
降車ホーム、乗車ホーム共に階段・エスカレータが各2箇所、エレベータ1基がある他、降車ホームには東京ディズニーシー・ホテルミラコスタへの連絡口（出口専用）がある。ミラコスタ連絡口からは東京ディズニーシーのチケットブース屋上に位置する連絡通路を経由してホテルエントランスまで移動できる。また、通路の途中にあるエレベータや階段で駅舎外に出る事もでき、このルートがチケットブースへの最短経路となっている。
ただし、混雑期にホテルが入館制限を実施している場合は、宿泊者およびレストラン利用者（予約済）、宴会場利用者以外はホテルへの通路の手前でシャットアウトされ、前述のエレベータまたは階段で駅舎外に出される事になる。
降車ホームの中央、エレベータを挟んだ両脇にはPHOTO SPOTが設置されている。ここからはメインエントランスのディズニーシー・アクアスフィアやホテルミラコスタのトスカーナ・サイドを眺める事ができる。

## 利用状況
2022年度の1日平均乗車人員は17,578人である。ディズニーリゾートラインの駅としてはリゾートゲートウェイ・ステーション駅に次いで乗車人員が多い。2019年度までと2022年度はディズニーリゾートラインの駅としては最も乗車人員が多かった。2023年度の1日平均乗降人員は40,672人。
開業以降の年度別1日平均乗車人員の推移は以下のとおりである。
| 年度               | 1日平均 乗車人員 | 出典     |
| ------------------ | ---------------- | -------- |
| 2001年（平成13年） | 17,206           | [ * 1 ]  |
| 2002年（平成14年） | 18,110           | [ * 2 ]  |
| 2003年（平成15年） | 15,787           | [ * 3 ]  |
| 2004年（平成16年） | 13,894           | [ * 4 ]  |
| 2005年（平成17年） | 14,239           | [ * 5 ]  |
| 2006年（平成18年） | 15,676           | [ * 6 ]  |
| 2007年（平成19年） | 13,931           | [ * 7 ]  |
| 2008年（平成20年） | 15,803           | [ * 8 ]  |
| 2009年（平成21年） | 16,368           | [ * 9 ]  |
| 2010年（平成22年） | 16,538           | [ * 10 ] |
| 2011年（平成23年） | 17,161           | [ * 11 ] |
| 2012年（平成24年） | 19,418           | [ * 12 ] |
| 2013年（平成25年） | 21,114           | [ * 13 ] |
| 2014年（平成26年） | 20,876           | [ * 14 ] |
| 2015年（平成27年） | 22,044           | [ * 15 ] |
| 2016年（平成28年） | 23,184           | [ * 16 ] |
| 2017年（平成29年） | 23,447           | [ * 17 ] |
| 2018年（平成30年） | 24,017           | [ * 18 ] |
| 2019年（令和元年） | 24,084           | [ * 19 ] |
| 2020年（令和02年） | 5,659            | [ * 20 ] |
| 2021年（令和03年） | 10,069           | [ * 21 ] |
| 2022年（令和04年） | 17,578           | [ * 22 ] |

備考
1. ↑  2001年7月27日開業。開業日から翌年3月31日までの計248日間のデータ。

## 駅周辺

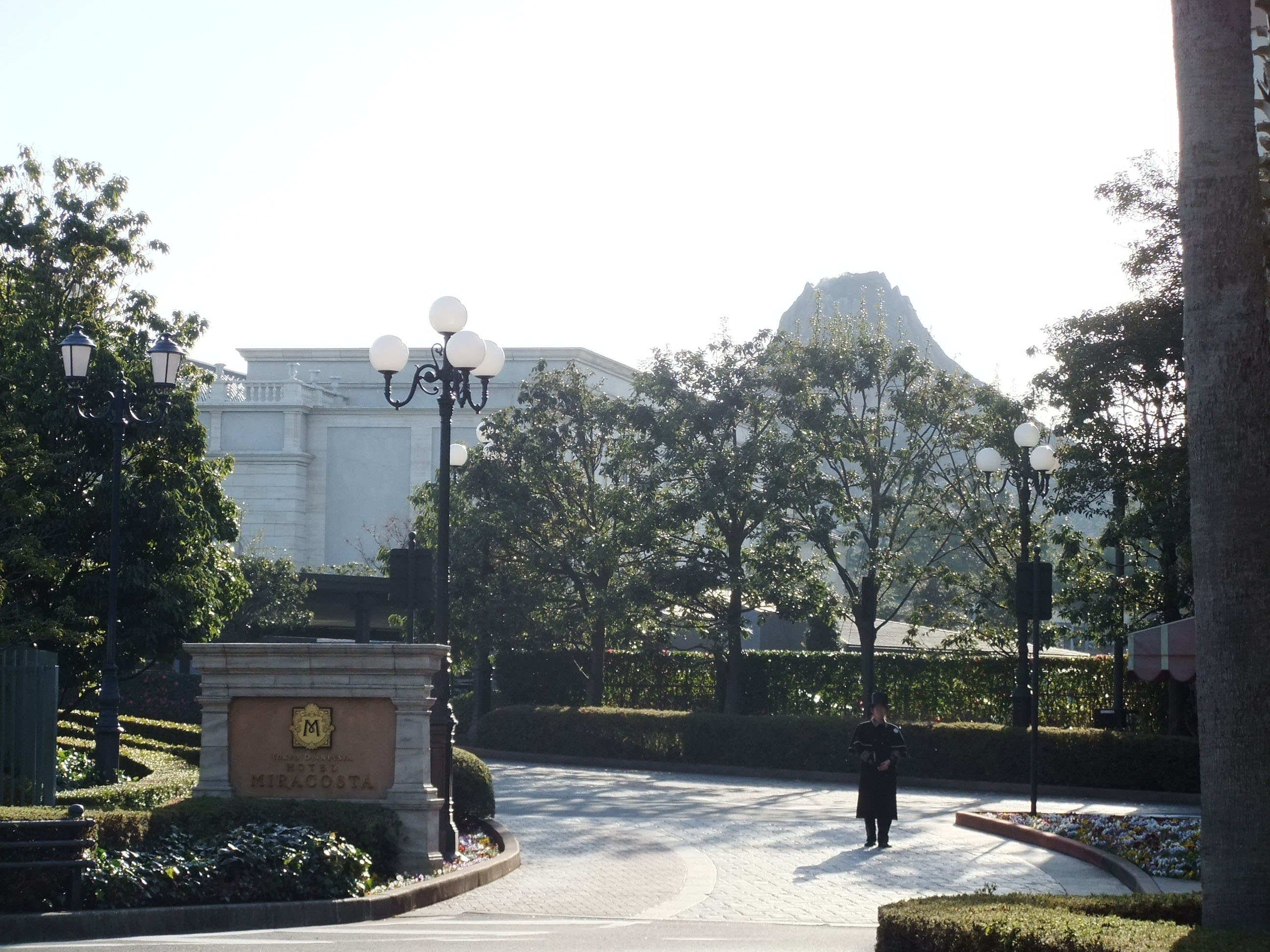
東京ディズニーシー・ホテルミラコスタ

東京ディズニーシーおよび東京ディズニーシー・ホテルミラコスタの最寄り駅。また、ディズニーリゾートラインを運営する舞浜リゾートラインの本社にも近い。
当駅は公式には「リゾートの施設外には行けない」と案内されているが、距離的には以下の施設の最寄り駅であり、バスターミナル近くにある歩行者用通路で、外周道路に出ることが出来る（公式にはJR京葉線舞浜駅が最寄り駅）。この歩行者用通路は、東京ディズニーシーが閉園している時間帯であっても、ディズニーリゾートラインの営業時間帯は常に開放しており、同駅の利用が可能である。
- 浦安市運動公園
- スパ&ホテル 舞浜ユーラシア
- 浦安ヘリポート
- 浦安市クリーンセンター

## バス路線
駅にバスターミナルは無いが、東京ディズニーシーのバスターミナルと近接している。

## 隣の駅
舞浜リゾートライン
■ディズニーリゾートライン
ベイサイド・ステーション駅 → 東京ディズニーシー・ステーション駅 → リゾートゲートウェイ・ステーション駅